# Збигнев (Полша)
Збигнев (на полски: Zbigniew) от династията на Пястите е княз на Полша през XII век.